# Chaetiliidae
Chaetiliidae (лат.) — семейство равноногих ракообразных из подотряда Створчатоногие (Valvifera). Известно около 40 видов, включая такой инвазиный вид как морской таракан.

## Описание
Мелкие шиповатые раки вытянутой формы. Тело прямое, более или менее уплощённое или полуцилиндрическое, или сильно сводчатое; сужается кзади. Голова и переонит 1 свободные. Голова с заметными плоскими боковыми лопастями, иногда с глазничной выемкой. Переонит 4 сходной длины с переонитом 3. Плеониты 1—4 сочленяются друг с другом и слитым плеотельсоном, или плеониты 1—3 сочленяются друг с другом и слитым плеотельсоном, или плеониты 1 и 2 сочленяются друг с другом и слитым плеотельсоном (другие плеониты иногда указаны латерально или дорсально). Тело гладкое или слабо скульптурированное, или разнообразно шиповатое или шершавое. Дорсальные коксальные пластинки 2—7 более или менее вентрально расширены над основаниями переоподов, или 5—7 расширены над основаниями переоподов и тергитов, маргинальных на переонитах 2—4. Глаза редуцированы или утрачены.

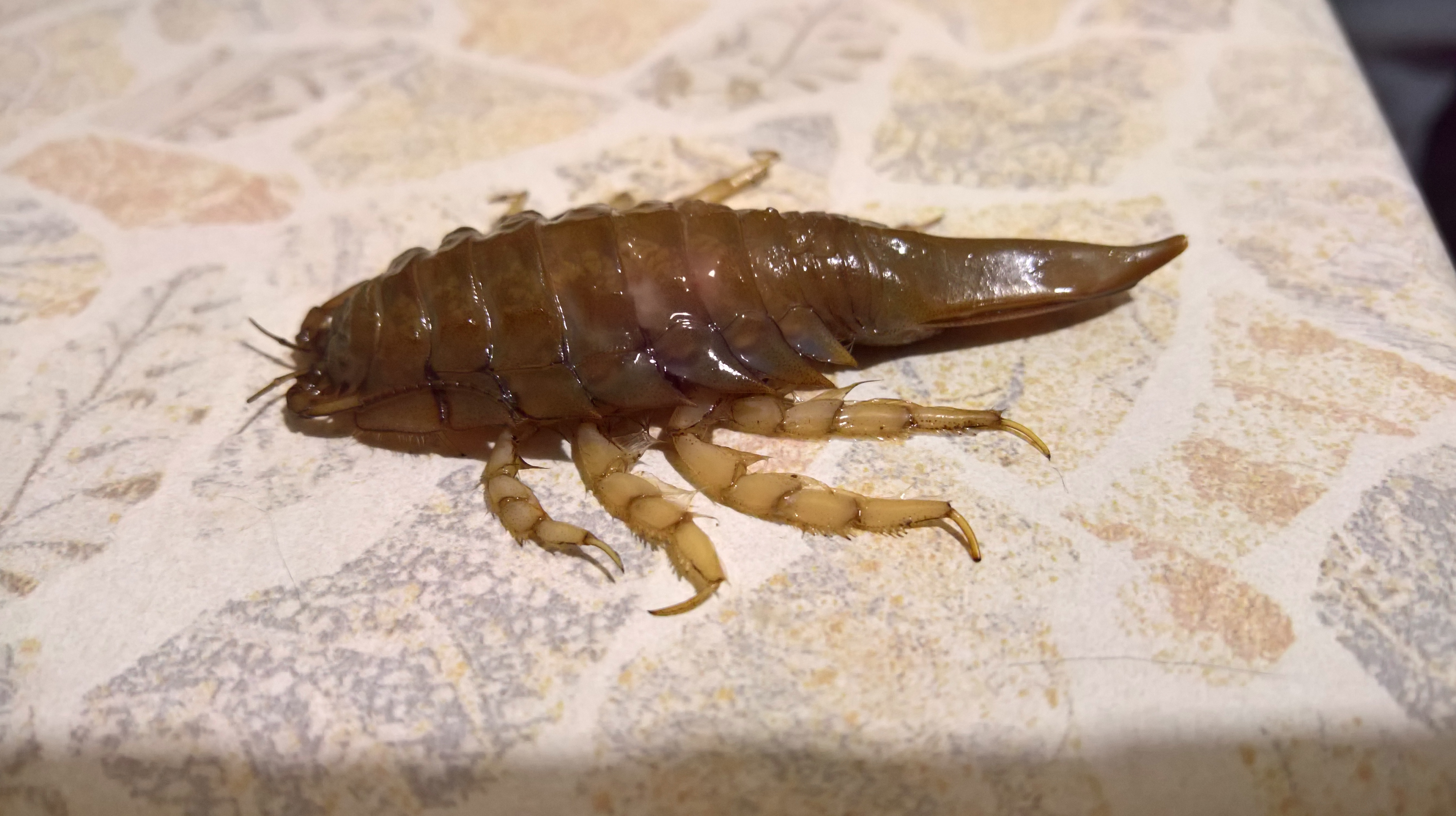
Морской таракан
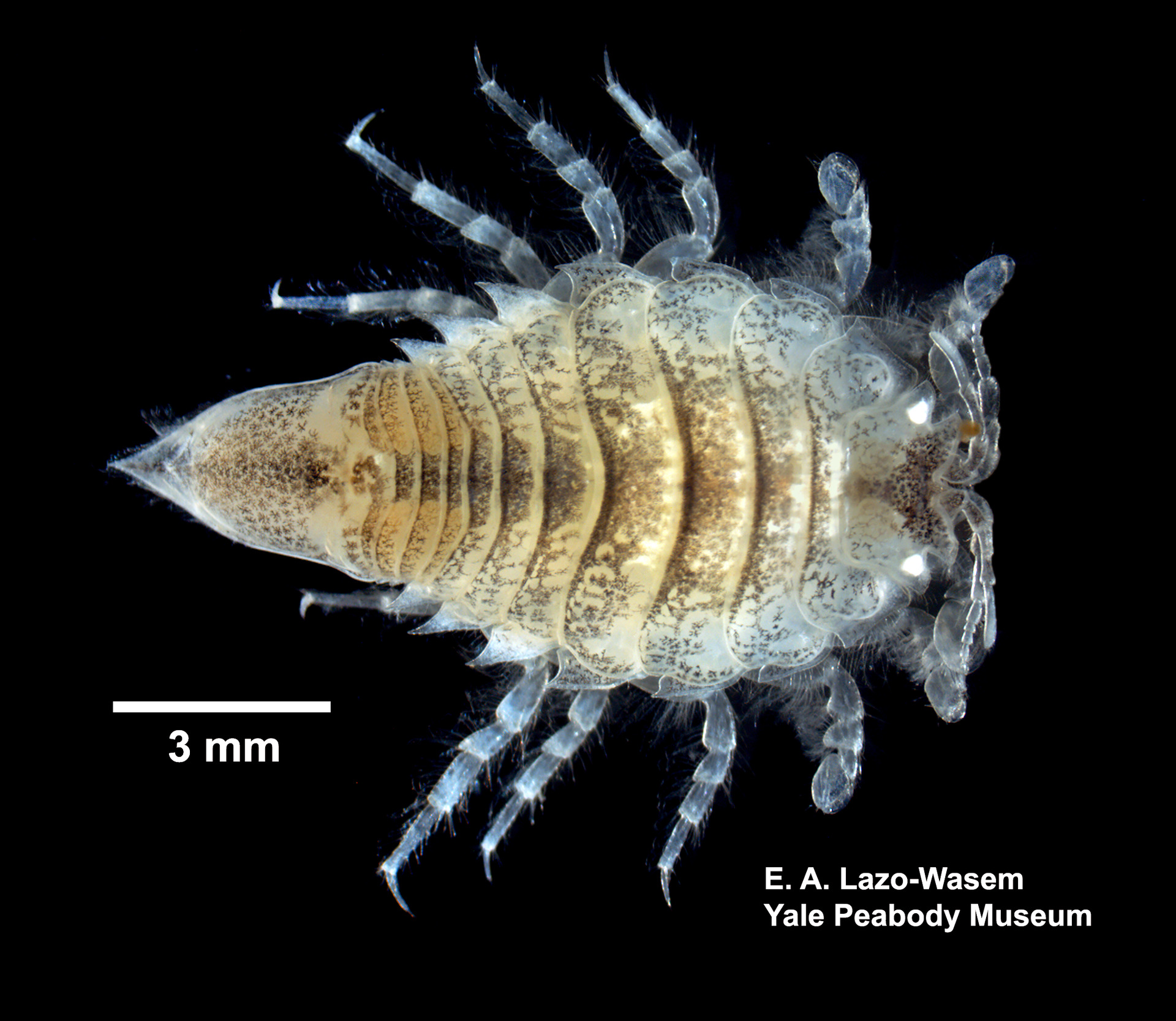
Chiridotea coeca

## Классификация и распространение
Около 10 родов и 40 видов. Глаза часто утрачены и никогда не развиты так хорошо, как у Idoteidae или Holognathidae. Наличие подхвостовых конечностей считается синапоморфным признаком. Представители Chaetiliidae — морские бентосные виды песчаных пляжей, шельфа или глубоководной среды. Семейство включает единственный известный ископаемый вид из всего подотряда — Proidotea haugi.
- Austrochaetilia Poore, 1978
- Chaetilia Dana, 1849
- Chiridotea Harger, 1878
- Chiriscus Richardson, 1911
- Glyptonotus Eights, 1852
- Macrochiridothea Ohlin, 1901
- Maoridotea Jones & Fenwick, 1978
- Parachiridotea Daguerre de Hureaux & Elkaïm, 1972
- † Proidotea Racovitza & Sevastos, 1910
- Saduria Adams, 1852
- Saduriella Holthuis, 1964
- Stegidotea Poore, 1985
- Symmius Richardson, 1904